# Con O'Neill
Con O'Neill est un acteur britannique né le 15 août 1966 à Weston-super-Mare en Angleterre.

## Filmographie

### Cinéma
- 1990 : Dancin' Thru the Dark : Peter McGeghan
- 1995 : Scarborough Ahoy! : Michael
- 1998 : Des chambres et des couloirs : Terry
- 1999 : The Last Seduction II : Troy Fenton
- 2001 : Persephone's Playground : le père
- 2001 : Watchmen : Burglar
- 2005 : What's Your Name 41? : Sam Clarke
- 2008 : Telstar: The Joe Meek Story : Joe Meek
- 2010 : The Kid : Dennis
- 2011 : Bash Street : Matty Snr
- 2012 : Frank : Fidel
- 2015 : Riot : Patrick
- 2022 : The Batman : Chef Mackenzie Bock

### Télévision
- 1983 : One Summer : Jackson (2 épisodes)
- 1984 : Brookside : Leggers (1 épisode)
- 1989 : The Bill : Ricky Denball (1 épisode)
- 1991 : Inspecteur Morse : Paul Matthews (1 épisode)
- 1993 : Casualty : Denis Simpson (1 épisode)
- 1994-1995 : Moving Story : Nick (13 épisodes)
- 1995 : The Perfect Match : Phil
- 1997 : The History of Tom Jones, a Foundling : Capitaine Blifil (1 épisode)
- 1997 : Heartbeat : Rex Hawkins (1 épisode)
- 1997 : Médecins de l'ordinaire : Nick Gillespie (1 épisode)
- 1999 : Always and Everyone : Kenny Fletcher (4 épisodes)
- 1999 : Real Women : Jo (4 épisode)
- 2001 : Meurtres en sommeil : Colm Hare (2 épisodes)
- 2002 : Scotland Yard, crimes sur la Tamise : Alan Brickman (2 épisodes)
- 2003 : En immersion : Terry (2 épisodes)
- 2003 : Doctors : Adam Jamison (1 épisode)
- 2004 : Murder City : Spencer Grieves (1 épisode)
- 2005 : Ultimate Force : Lavelle (1 épisode)
- 2008 : Criminal Justice : Ralph Stone (5 épisodes)
- 2012 : Inspecteur Lewis : Dr Bob Massey (1 épisode)
- 2012 : Les Enquêtes de l'inspecteur Wallander : Jan Petrus (1 épisode)
- 2012 : Coming Up : Jed Sullivan (1 épisode)
- 2012-2017 : Uncle : Val et le père de Gwen (12 épisodes)
- 2013 : Inspecteur Barnaby : Jim Caxton (1 épisode)
- 2013 : La Bible : Paul (1 épisode)
- 2013 : Life of Crime : Ferguson (2 épisodes)
- 2015 : Cucumber : Cliff Costello (5 épisodes)
- 2016 : Happy Valley : Neil Ackroyd (5 épisodes)
- 2016 : Tunnel : Neil Grey (3 épisodes)
- 2016 : Class : Huw MacLean (2 épisodes)
- 2016 : Ordinary Lies : Joe (6 épisodes)
- 2019 : Chernobyl : Viktor Bryukhanov (3 épisodes)
- 2019 : Wild Bill : Ray Gilchrist (1 épisode)
- 2019 : Cobra : Harry Rowntree (2 épisodes)
- 2022-2023 : Our Flag Means Death : Izzy Hands (13 épisodes)

- 2024 : The Penguin : Chef Mackenzie Bock

### Jeux vidéo
· 2014 : Dark Souls II : Titchy Gren
· 2022 : Elden Ring : Mohg, Seigneur du Sang